# West Indies Cricket Team in England in der Saison 2017
Die Tour des West Indies Cricket Teams nach England in der Saison 2017 fand vom 17. August bis zum 29. September 2017 statt. Die internationale Cricket-Tour war Bestandteil der Internationalen Cricket-Saison 2017 und umfasste drei Tests, fünf ODIs und ein Twenty20. England gewann die Test-Serie 2–1 und die ODI-Serie 4–0, während die West Indies die Twenty20-Serie 1–0 für sich entscheiden konnten.

## Vorgeschichte
England spielte zuvor eine Tour gegen Südafrika, die West Indies gegen Indien. Das letzte Aufeinandertreffen der beiden Mannschaften bei einer Tour fand in der Saison 2016/17 in den West Indies statt.
Im Oktober 2016 wurde bekanntgegeben, dass der erste Test in Birmingham der erste Tag-/Nacht-Test sein wird der in England ausgetragen wird.

## Stadien
Die folgenden Stadien wurden für die Tour als Austragungsort vorgesehen und am 28. September 2016 bekanntgegeben.
| Stadion                     | Stadt             | Kapazität | Spiele  |
| --------------------------- | ----------------- | --------- | ------- |
| Edgbaston Cricket Ground    | Birmingham        | 24.803    | 1. Test |
| Bristol County Ground       | Bristol           | 17.500    | 3. ODI  |
| Emirates Durham             | Chester-le-Street | 17.000    | 1. T20  |
| Headingley Stadium          | Leeds             | 17.000    | 2. Test |
| The Oval                    | London            | 23.500    | 4. ODI  |
| Lord’s Cricket Ground       | London            | 30.000    | 3. Test |
| Old Trafford Cricket Ground | Manchester        | 19.000    | 1. ODI  |
| Trent Bridge                | Nottingham        | 15.350    | 2. ODI  |
| Rose Bowl                   | Southampton       | 6.500     | 5. ODI  |

## Kaderlisten
Die West Indies benannten ihren Test-Kader am 15. Juli und ihre Limited-Overs-Kader am 21. August 2017.
England benannte seinen Test-Kader am 10. August und seine Limited-Overs-Kader am 4. September 2017.
| Test | Test | ODI | ODI | Twenty20 | Twenty20 |
| England | West Indies | England | West Indies | England | West Indies |
| --- | --- | --- | --- | --- | --- |
| - Joe Root (K) - Ben Stokes (VK) - Moeen Ali - James Anderson - Jonny Bairstow (wk) - Stuart Broad - Alastair Cook - Mason Crane - Dawid Malan - Toby Roland-Jones - Mark Stoneman - Tom Westley - Chris Woakes | - Jason Holder (K) - Kraigg Brathwaite (VK) - Devendra Bishoo - Jermaine Blackwood - Roston Chase - Miguel Cummins - Shane Dowrich (wk) - Shannon Gabriel - Shimron Hetmyer - Kyle Hope - Shai Hope (wk) - Alzarri Joseph - Kieran Powell - Raymon Reifer - Kemar Roach | - Eoin Morgan (K) - Moeen Ali - Jonny Bairstow - Jake Ball - Sam Billings - Jos Buttler (wk) - Tom Curran - Alex Hales - Dawid Malan - Liam Plunkett - Adil Rashid - Joe Root - Jason Roy - Ben Stokes - David Willey - Chris Woakes | - Jason Holder (K) - Sunil Ambris - Devendra Bishoo - Carlos Brathwaite - Miguel Cummins - Chris Gayle - Kyle Hope - Shai Hope (wk) - Alzarri Joseph - Evin Lewis - Jason Mohammed - Ashley Nurse - Rovman Powell - Marlon Samuels - Jerome Taylor - Kesrick Williams | - Eoin Morgan (K) - Jonny Bairstow - Jake Ball - Jos Buttler (wk) - Tom Curran - Liam Dawson - Alex Hales - Chris Jordan - Dawid Malan - Liam Plunkett - Adil Rashid - Joe Root - Jason Roy - David Willey | - Carlos Brathwaite (K) - Ronsford Beaton - Chris Gayle - Evin Lewis - Jason Mohammed - Sunil Narine - Ashley Nurse - Kieron Pollard - Rovman Powell - Marlon Samuels - Jerome Taylor - Chadwick Walton (wk) - Kesrick Williams |

## Tour Matches
| 1. – 3. August Scorecard | Chelmsford | West Indians 338-8d (100) & 135-4d (31) | – | Essex 185 (61.5) |
|                          |            | Remis                                   |   |                  |

| 6. – 8. August Scorecard | Canterbury | West Indians 265 (83.4) & 132-4 (36.4) | – | Kent 331-9 (93.2) |
|                          |            | Remis                                  |   |                   |

| 11. – 13. August Scorecard | Derby | West Indians 427-3d (100) & 327-6d (85) | – | Derbyshire 181 (51.3) & 51-0 (14) |
|                            |       | Remis                                   |   |                                   |

| 2. – 3. September Scorecard | Leicestershire | West Indians 377-7d (88) | – | Leicestershire 70-1 (12.1) |
|                             |                | Remis                    |   |                            |

### ODI in Irland
| 13. September Scorecard | Belfast | Irland   | – | West Indies |
|                         |         | Abgesagt |   |             |

## Tests

### Erster Test in Birmingham
| 17. – 21. August Scorecard | Birmingham | England 514-8d (135.5)                         | – | West Indies 168 (47) & 137 (45.4) (f/o) |
|                            |            | England gewinnt mit einem Innungs und 209 Runs |   |                                         |

Der Zusammenbruch der West Indies am dritten Tag war die dritthöchste Niederlage nach Runs der West Indies gegen England und die sechstgrößte der West Indies in irgendeinem Test-Match. Es war auch das erste Mal, dass die West Indies 19 Wickets an einem Tag verloren. Für England erzielte Stuart Broad nun mehr Wickets als Ian Boltham und ist damit nach seinem Teamkollegen James Anderson der zweiterfolgreichste Test-Bowler der englischen Mannschaft aller Zeiten.

### Zweiter Test in Leeds
| 25. – 29. August Scorecard | Leeds | England 258 (70.5) & 490-8d (141) | – | West Indies 427 (127) & 322-5 (91.2) |
|                            |       | West Indies gewinnt mit 5 Wickets |   |                                      |

Nach einem unangebrachten Kommentar erhielt der Engländer Ben Stokes eine Verwarnung und einen Strafpunkt.

### Dritter Test in London
| 7. – 9. September Scorecard | London (Lord’s) | West Indies 123 (57.3) & 177 (65.1) | – | England 194 (52.5) & 107-1 (28) |
|                             |                 | England gewinnt mit 9 Wickets       |   |                                 |

## Twenty20 International in Chester-le-Street
| 16. September Scorecard | Chester-le-Street | West Indies 176-9 (20)          | – | England 155 (19.3) |
|                         |                   | West Indies gewinnt mit 21 Runs |   |                    |

Beim Zusammenbruch einer Tribüne kam  es zu drei Verletzten.

## One-Day Internationals

### Erstes ODI in Manchester
| 19. September Scorecard | Manchester | West Indies 204-9 (50)        | – | England 210-3 (30.5) |
|                         |            | England gewinnt mit 7 Wickets |   |                      |

Mit dieser Niederlage stand fest, dass sich die West Indies nicht mehr direkt für den Cricket World Cup 2019 qualifizieren konnten, sondern das Qualifikationsturnier absolvieren müssen. Stattdessen hat sich Sri Lanka direkt die Qualifikation erreicht.

### Zweites ODI in Nottingham
| 21. September Scorecard | Nottingham | England 21-0 (2.2) | – | West Indies |
|                         |            | No Result          |   |             |

### Drittes ODI in Bristol
| 24. September Scorecard | Bristol | England 369-9 (50)           | – | West Indies 245 (39.1) |
|                         |         | England gewinnt mit 124 Runs |   |                        |

Nachdem England das Spiel gewonnen hatte, wurde in der folgenden Nacht der englische Spieler Ben Stokes nach einer Schlägerei vor einem Club von der Polizei festgenommen.

### Viertes ODI in London
| 27. September Scorecard | London (Oval) | West Indies 356-5 (50)                  | – | England 258-5 (35.1/35.1) |
|                         |               | England gewinnt mit 6 Runs (D/L method) |   |                           |

### Fünftes ODI in Southampton
| 29. September Scorecard | Southampton | West Indies 288-6 (50)        | – | England 294-1 (38) |
|                         |             | England gewinnt mit 9 Wickets |   |                    |